# Liste der Kulturdenkmale in Königshain-Wiederau

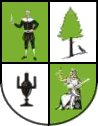
Wappen von Königshain-Wiederau

In der Liste der Kulturdenkmale in Königshain-Wiederau sind die Kulturdenkmale der sächsischen Gemeinde Königshain-Wiederau verzeichnet, die bis Mai 2023 vom Landesamt für Denkmalpflege Sachsen erfasst wurden (ohne archäologische Kulturdenkmale). Die Anmerkungen sind zu beachten.
Diese Aufzählung ist eine Teilmenge der Liste der Kulturdenkmale im Landkreis Mittelsachsen.

## Königshain
| Bild                                    | Bezeichnung | Lage                        | Datierung | Beschreibung | ID       |
| --------------------------------------- | --- | --------------------------- | --- | --- | -------- |
| Direkt Bild zu diesem Denkmal hochladen | Südliches Wohnstallhaus eines Bauernhofes | Dorfstraße 2 (Karte)        | Nach 1700 | Obergeschoss Fachwerk, für die Hausforschung bemerkenswert, bau- und hausgeschichtlich von Bedeutung. Fachwerk-Obergeschoss, V-förmig angeordnete Streben, gezapfte Holzverbindungen bei Schwelle, auf Rähm Obergeschoss aufgeblattet, kräftige Schwelle, im Erdgeschoss Blockteil mit Lehm verputzt, dort zu große Fenster, auch im Erdgeschoss zu große Fenster, hohes Satteldach, ursprünglich an Hofseite Laubengang, heute zugemauert, teilweise noch vorkragend, Balkenköpfe und Schwelle teilweise abgefast, wahrscheinlich umgebautes Umgebindehaus, Ständer des Umgebindes nicht erhalten, nach Auskunft des Eigentümers Blockteil im Erdgeschoss erhalten, aber außen und innen verkleidet. | 09236882 |
| Direkt Bild zu diesem Denkmal hochladen | Wohnstallhaus eines Dreiseithofes | Dorfstraße 9 (Karte)        | Um 1800 | Zeit- und landschaftstypisches Fachwerkhaus in gutem Originalzustand, baugeschichtlich von Bedeutung. Erdgeschoss massiv, Obergeschoss Fachwerk verkleidet, regelmäßiges Fachwerk, auch teilweise im Erdgeschoss erhalten z. B. Giebelseite, Türstock bezeichnet mit 1846, Türstock und Fenstergewände Rochlitzer Porphyrtuff, Waschhausanbau massiv, vermutlich ursprünglich dort Backofen, Fachwerk regelmäßig mit Eckstreben, Krüppelwalmdach, Dach hofseitig vorkragend. | 09236881 |
| Direkt Bild zu diesem Denkmal hochladen | Nördliche Scheune eines Vierseithofes | Dorfstraße 21 (Karte)       | Um 1700 | Für die Hausforschung bedeutsames bäuerliches Wirtschaftsgebäude in Fachwerkbauweise, bau- und wirtschaftsgeschichtlich von Bedeutung. Tenne mit Holzbohlen belegt, zwei Bansen, giebelseitig massiv verlängert, Konstruktion im Inneren und an drei Gebäudeseiten vollständig erhalten, alle Holzverbindungen durch Verblatten hergestellt, sich kreuzende Kopf- und Fußstreben, aufgeblattet, großes Gebäude mit Satteldach, im Sockelbereich verändert. | 09236880 |
| Direkt Bild zu diesem Denkmal hochladen | Häuslerhaus | Dorfstraße 30 (Karte)       | Um 1800 | Landschaftstypisches Fachwerkhaus in gutem Originalzustand, baugeschichtlich von Bedeutung. Fachwerk-Obergeschoss verschiefert, Satteldach, Erdgeschoss massiv, erhaltene Fenster- und Türgewände, giebelseitig eingeschossiger Schuppenanbau, massiv mit Pultdach, gute Sichtbeziehung von Straße, wichtig durch guten originalen Baubestand, Fenstergrößen beibehalten, an Gartenseite massiver Anbau ohne Denkmalwert, rückbaubar, vermutlich dort Fachwerk nicht beeinträchtigt. | 09236877 |
| Direkt Bild zu diesem Denkmal hochladen | Häuslerhaus | Dorfstraße 38 (Karte)       | Bezeichnet mit 1784                                                                                               | Landschaftstypisches Fachwerkhaus in gutem Originalzustand, baugeschichtlich von Bedeutung. Zweigeschossig, Fachwerk-Obergeschoss, wichtig für Ortsbild, Fachwerk weitestgehend regelmäßig, engstielig mit Streben, Satteldach, Erdgeschoss massiv unterfahren und vereinfacht, Blattsassen am Rähm des Erdgeschosses, vermutlich ursprünglich Umgebindehaus (Vermutung, nicht belegt!), über Tür hölzerner Schlussstein bezeichnet und datiert: „ASS 1784“, Erdgeschoss vereinfacht ohne Tür- und Fenstergewände, Giebel heute verschiefert, andere Giebelseite eingeschossiger, massiver Schuppenanbau mit Pultdach, sehr guter Originalzustand, weithin sichtbar von Dorfstraße, daher ortsbildprägende Bedeutung und heimatgeschichtlicher Wert. | 09236878 |
| Direkt Bild zu diesem Denkmal hochladen | Wohnhaus eines Häusleranwesens | Dorfstraße 39 (Karte)       | Um 1700 | Landschafts- und zeittypisches Häuslerhaus in gutem Originalzustand von ortsbildprägender und heimatgeschichtlicher Bedeutung. Zweigeschossiges Fachwerkhaus, Erdgeschoss massiv, Obergeschoss Fachwerk, teilw. aufgeblattete Streben, teilweise verschiefert, Dachgeschoss leicht vorspringend am Giebel, verschiefert, hohes Satteldach, im Erdgeschoss Fenstergewände erhalten (um 1900), giebelständig an Dorfstraße, wichtig für Ortsbild durch dominante Lage. | 09236879 |
| Direkt Bild zu diesem Denkmal hochladen | Nördliches Wohnhaus, südliche Scheune und Hofpflaster eines Dreiseithofes | Dorfstraße 56 (Karte)       | Um 1800 | Ehemalige Bäckerei, geschlossen erhaltener, kleiner Dreiseithof mit gutem originalen Bestand von baugeschichtlicher, heimatgeschichtlicher und städtebaulicher Bedeutung. - Wohnhaus: Fachwerk-Obergeschoss mit regelmäßigem und strebenreichem Fachwerk, vor 1800, Türportal mit waagerechtem Gebälk, Fenster- und Türgewände gestrichen, Naturstein, Erdgeschoss Bruchsteinmauerwerk verputzt, guter Originalbestand, winkelförmiger Anbau, Obergeschoss teilweise Schieferverkleidung, Krüppelwalmdächer, sehr guter Originalbestand - Scheune: zweigeschossig, Fachwerk-Obergeschoss, regelmäßiges Fachwerk, Tür im Obergeschoss, Erdgeschoss Bruchstein, verputzt, Satteldach, um 1800, mit originaler Hofpflasterung, Scheune Heuaufzug Im Ortszentrum liegende, kleine, geschlossene Hofanlage mit wichtigen Baudetails der verschiedenen Zeitepochen, heimatgeschichtlich bedeutsam auch als ehemalige Bäckerei, städtebaulich wichtig durch Ortslage. | 09236873 |
| Direkt Bild zu diesem Denkmal hochladen | Nördliches und westliches Seitengebäude sowie südliche Scheune eines Vierseithofes                                                                                               | Dorfstraße 62 (Karte)       | Nach 1800 (Seitengebäude); um 1900 (Seitengebäude und Scheune)                                                    | Zeit- und landschaftstypische bäuerliche Wirtschaftsgebäude in Fachwerkbauweise mit gutem originalem Bestand von heimatgeschichtlicher Bedeutung. - Scheune: Zweigeschossig, Satteldach, Fachwerk im Obergeschoss - Seitengebäude: Fachwerk-Obergeschoss, Satteldach, Erdgeschoss massiv, Stall, Tür im Obergeschoss - 2. Seitengebäude: Fachwerk-Obergeschoss, Erdgeschoss massiv, Satteldach, gut erhaltene Wirtschaftsgebäude eines Bauernhofes Wohnstallhaus verändert, kein Denkmal. | 09236872 |
| Weitere Bilder                          | Gasthof mit Saalanbau | Dorfstraße 74 (Karte)       | Um 1890 | Zweigeschossiger Putzbau von heimatgeschichtlicher und städtebaulicher Bedeutung. Zweigeschossiger Putzbau mit leicht hervortretendem Mittelrisalit, Fenstergewände, Rechteckfenster, teilweise Fenster erneuert, Eingang am Mittelrisalit, dort Putzlisenen an Ecke, auch an Hausecken Putzlisenen, Mezzaningeschoss mit Rundbogenfenstern und Rundbogenfries am Kranzgesims, am Mittelrisalit verschiedene Fensterformen: Rechteckfenster mit Überschlaggesims im ersten Obergeschoss, im Dachgeschoss Rundbogenfenster, im Giebeldreieck Rundfenster, am Giebel auch Rundbogenfries, Haustür aus Erbauungszeit: Zweiflüglig mit Oberlicht, Satteldach, wichtig für Ortsbild, Lage im Ortszentrum nahe Kirche und Pfarrhof, mit Saalanbau. | 09236866 |
|                                         | Häuslerhaus | Dorfstraße 80 (Karte)       | Um 1800 | Landschafts- und zeittypisches Häuslerhaus in Fachwerkbauweise mit gutem originalem Bestand, baugeschichtlich von Bedeutung. Zweigeschossig, Fachwerk-Obergeschoss verkleidet, Erdgeschoss massiv, vereinfacht, Satteldach, unmittelbar an Dorfstraße stehend, daher wichtig für Ortsbild, Hausrückseite mit schöner Verschieferung, traufseitiger eingeschossiger Anbau, dadurch Frackdach in diesem Bereich. | 09236867 |
| Direkt Bild zu diesem Denkmal hochladen | Nordwestliches Seitengebäude eines Vierseithofes | Dorfstraße 81 (Karte)       | 1. Hälfte 19. Jahrhundert                                                                                         | Ehemaliger Pferdestall, Obergeschoss Fachwerk, zeit- und landschaftstypisches bäuerliches Wirtschaftsgebäude von heimatgeschichtlicher Bedeutung. Zweigeschossig, längsrechteckiger Grundriss, ursprünglich dreijochige Kumthalle, davon ein Joch zugesetzt, Säule jedoch erhalten, Fachwerk-Obergeschoss verkleidet, Giebel massiv, Satteldach, Zwerchhaus mit Satteldach, dort Taubenschlag, typischer Bau aus dem 19. Jahrhundert in relativ gutem Originalzustand. | 09236876 |
| Direkt Bild zu diesem Denkmal hochladen | Östliches Seitengebäude mit Oberlaube (Nr. 82) und westliches Seitengebäude mit Kumthalle (Nr. 84) eines Vierseithofes                                                           | Dorfstraße 82, 84 (Karte)   | Vor 1700 (östliches Seitengebäude); 1732 Dendro (Seitengebäude mit Oberlaube); um 1900 (westliches Seitengebäude) | Zeit- und landschaftstypische bäuerliche Häuslerhäuser mit bemerkenswerten historischen Konstruktionsformen, bau- und sozialgeschichtlich von Bedeutung. - 1. Seitengebäude (Nummer 82): vorkragende Oberlaube, heute verbrettert, Laubengang nur an Hälfte des Hauses, ansonsten große Remisen mit teilweise aufgeblatteten Kopfstreben, ursprünglich zweijochiger Laubengang, Hohldecken mit Einschubbrettern im Inneren, einfach stehender Dachstuhl mit aufgeblatteten Kopfstreben, Kehlbalkendach, auch teilweise aufgeblattete Fußstreben an Stuhlsäulen, im Dachgeschoss Schwartenbelag mit Lehmstrich noch in Resten vorhanden, zwei rundbogige Portalgewände vermutlich Rochlitzer Porphyrtuff - 2. Seitengebäude (Nummer 84): einjochige Kumthalle, einfaches Fachwerk im Obergeschoss, Eckstreben, Heuaufzug, großes hölzernes Garagenschiebetor, relativ guter originaler Bestand | 09236868 |
| Direkt Bild zu diesem Denkmal hochladen | Häuslerhaus | Dorfstraße 91 (Karte)       | Um 1700 | Traditionelles Häuslerhaus mit gutem historischen Baubestand von heimatgeschichtlicher und ortsbildprägender Bedeutung. Fachwerk-Obergeschoss, ungleichmäßige Fachwerkkonstruktion, zwei Riegelreihen, ältester Teil um 1700 mit aufgeblatteten Kopfbändern, Erdgeschoss massiv, aber Teile des Fachwerks im Stallbereich erhalten, dort kleiner, zweigeschossiger, verbretterter Anbau, im Erdgeschoss schöne Porphyrtuffgewände, Satteldach, erhöhte Lage traufständig zur Dorfstraße, dadurch weithin sichtbar, daraus folgt städtebauliche Bedeutung. | 09236875 |
| Direkt Bild zu diesem Denkmal hochladen | Westliche Scheune eines Vierseithofes | Dorfstraße 102 (Karte)      | Um 1700 | Sehr alte Scheune in Fachwerkbauweise von bau- und heimatgeschichtlicher Bedeutung. Sehr alte Scheune in gutem Originalzustand, eingeschossiger Fachwerkbau mit hohem Satteldach, Ständerbau mit aufgeblatteten, sich kreuzenden Kopfstreben, zweiflüglige Holztore. | 09236869 |
| Direkt Bild zu diesem Denkmal hochladen | Wohnhaus, Verbinderbau und Scheune eines Gehöfts | Dorfstraße 104 (Karte)      | Um 1700 | Wohnhaus im Kern ein Fachwerkbau aus der Zeit um 1700, baugeschichtlich von Bedeutung. Wohnhaus: Erdgeschoss massiv, Obergeschoss Fachwerk, Krüppelwalmdach. An Scheune Fachwerkanbau mit Verbretterung. | 09236870 |
| Direkt Bild zu diesem Denkmal hochladen | Wohnstallhaus eines ehemaligen Bauernhofes | Dorfstraße 105 (Karte)      | Vor 1800 | Zeit- und landschaftstypisches bäuerliches Wohnhaus in Fachwerkbauweise von baugeschichtlicher, heimatgeschichtlicher und großer ortsbildprägender Bedeutung. Großes, das Ortsbild wesentlich prägendes Fachwerkhaus, Erdgeschoss massiv, Obergeschoss Fachwerk verputzt, hohes Krüppelwalmdach (nur kleiner Schopf), vermutlich Kehlbalkendach mit Kehlbalken und Hahnebalken, d. h. Dachgeschoss zur Lagerung genutzt, Hinweis auch auf ursprüngliche Größe des Bauernhofes, Fensteranordnung im Obergeschoss beibehalten, damit Fachwerk vermutlich unverändert erhalten, im Erdgeschoss leichte Veränderungen, reversibel, Obergeschoss und Giebel auch teilweise verputzt, giebelständig zur Dorfstraße stehend, dominant durch Straßenbiegung. | 09236874 |
| Direkt Bild zu diesem Denkmal hochladen | Nordöstliches Wohnstallhaus, nordwestliches und südöstliches Seitengebäude eines Vierseithofes                                                                                   | Dorfstraße 112 (Karte)      | Um 1800 (Wohnstallhaus); Ende 19. Jahrhundert (Seitengebäude); um 1900 (Auszugshaus)                              | Landschaftstypischer Bauernhof mit traditionellen Wohn- und Wirtschaftsgebäuden des 19. Jahrhunderts von bau- und heimatgeschichtlicher Bedeutung. - Wohnstallhaus: am Türstock bezeichnet mit 1896, Fachwerk-Obergeschoss verkleidet, Erdgeschoss massiv, Fenster- und Türgewände Hilbersdorfer Porphyrtuff, Satteldach, Gebäude teilweise verschiefert, Erbauungszeit möglicherweise schon um 1800, an Hofseite großer Dachüberstand - 1. Seitengebäude: zweigeschossig, Fachwerk-Obergeschoss verkleidet, Erdgeschoss massiv, zweijochige Kumthalle, ehemals Pferdestall, Zwerchhaus mit Satteldach, Ende 19. Jahrhundert - 2. Seitengebäude: vermutlich Auszugshaus, schöne originale Haustür, Fachwerk-Obergeschoss, schlichtes Fachwerk, 2. Hälfte 19. Jahrhundert, Erdgeschoss massiv, Ziegelmauerwerk verputzt, Satteldach, mit altdeutscher Schieferdeckung Wohnhaus im Erdgeschoss Ziegelmauerwerk, möglicherweise massiv unterfahren. | 09236871 |
| Direkt Bild zu diesem Denkmal hochladen | Östliches Auszugshaus und westliches Seitengebäude eines Vierseithofes sowie Toreinfahrt mit Pforte                                                                              | Dorfstraße 120 (Karte)      | Um 1800 (Auszugshaus); nach 1800 (westliches Seitengebäude)                                                       | Bäuerliche Wirtschaftsgebäude in gutem Originalzustand von bau- und heimatgeschichtlicher Bedeutung. - Auszugshaus: Fachwerk-Obergeschoss verkleidet, Erdgeschoss massiv mit Garageneinbau an Hofseite, vermutlich mit ehemaliger Auszugswohnung, Tür im Obergeschoss, zwei Mitteldrehflügelfenster im Obergeschoss, Krüppelwalmdach, Erdgeschoss mit unwesentlichen Veränderungen - Seitengebäude: großer langgestreckter Bau mit regelmäßigem Fachwerk im Obergeschoss, Eckstreben, einfaches Fachwerk, Erdgeschoss massiv mit Stall und zweijochiger Kumthalle, Porphyrsäule dort, Krüppelwalm- bzw. Satteldach, Heuaufzug - Einfriedung: Ziegelmauerwerk mit zwei Pforten | 09236858 |
| Direkt Bild zu diesem Denkmal hochladen | Westliches Wohnstallhaus und nördliches Seitengebäude eines Vierseithofes | Dorfstraße 140 (Karte)      | Vor 1800 (Wohnstallhaus); vermutlich vor 1800 (Seitengebäude)                                                     | Relativ alte bäuerliche Wohn- und Wirtschaftsgebäude von baugeschichtlicher, heimatgeschichtlicher und städtebaulicher Bedeutung. - Wohnstallhaus: Fachwerk-Obergeschoss nur teilweise erhalten, engstielig und strebenreich, Fensterbrüstungen mit dockenartigen kurzen Stielen, über Stall Fachwerk an beiden Traufseiten massiv ersetzt, hohes Satteldach, feldseitiger Giebel Fachwerk erhalten, Erdgeschoss modernisiert mit zu großen Fenstern, an Fachwerk profilierte Schwelle und halbrunde Füllhölzer, nur wegen Seltenheit Fachwerkkonstruktion im Ort unter Denkmalschutz gestellt und aufgrund des hohen Alters, denkmalwürdig damit nur erhaltener Fachwerkteil im Obergeschoss und Dachgeschoss - Seitengebäude: kleines zweigeschossiges Fachwerkgebäude mit massivem Erdgeschoss, Satteldach, altdeutsche Schieferdeckung, Obergeschoss verbrettert und verkleidet, kleine Fensteröffnungen, Garageneinbau, traufständig zur Straße Blickbeziehung zu Dorfstraße, daher wichtig für Ortsbild. | 09236857 |
|                                         | Nördliches Seitengebäude eines ehemaligen Vierseithofes | Dorfstraße 144 (Karte)      | 1. Hälfte 19. Jahrhundert                                                                                         | Vermutlich ehemaliges Auszüglerhaus von heimatgeschichtlicher und städtebaulicher Bedeutung. Zweigeschossig, längsrechteckiger Grundriss, Erdgeschoss massiv, Putz, Fenstergewände, wahrscheinlich ursprünglich Auszugshaus mit Stall und Bergeräumen, Fachwerk-Obergeschoss, schlichtes Fachwerk mit Eckstreben, Krüppelwalmdach, Giebel verschlagen. | 09236856 |
| Direkt Bild zu diesem Denkmal hochladen | Häuslerhaus | Dorfstraße 149 (Karte)      | Vor 1800 | Landschafts- und zeittypisches Fachwerkwohnhaus in gutem Originalzustand von städtebaulicher und heimatgeschichtlicher Bedeutung. Zweigeschossig, giebelständig zur Dorfstraße, engstieliges Fachwerk mit zahlreichen Streben im Obergeschoss komplett erhalten, Gebäude vermutlich nachträglich giebelseitig verlängert, vor 1800, Erdgeschoss massiv, vorstehend, vermutlich unterfahren, Krüppelwalmdach mit altdeutscher Schieferdeckung, schöne Dreieckgaube mit Rundbogenfenster, Stall vorhanden, steiles Dach, Giebel stockwerksweise vorspringend, sehr guter Originalzustand, wichtig für Ortsbild. | 09236859 |
| Direkt Bild zu diesem Denkmal hochladen | Häuslerhaus | Dorfstraße 162 (Karte)      | Um 1800 | Landschafts- und zeittypisches Fachwerkhaus in gutem Originalzustand von heimatgeschichtlicher Bedeutung. Fachwerk-Obergeschoss verschiefert, Erdgeschoss massiv, Satteldach, ursprünglich Gestalt bewahrt, Giebeldreieck wie landschaftstypisch leicht vorspringend, Erdgeschoss massiv, leicht vorstehend, Mitteleingang nicht mehr vorhanden, Fenstergewände mit einer Hohlkehle. | 09236887 |
| Direkt Bild zu diesem Denkmal hochladen | Nördliches Seitengebäude mit Kumthalle eines Vierseithofes | Dorfstraße 166 (Karte)      | Um 1800 | Traditionelles bäuerliches Wirtschaftsgebäude von heimatgeschichtlicher Bedeutung. Dreijochige Kumthalle mit Porphyrsäulen, Fachwerk-Obergeschoss verputzt bzw. verschiefert, Tür im Obergeschoss, Satteldach, Erdgeschoss massiv, hofseitig zu große Holzschiebetore, vermutlich Anfang 19. Jahrhundert, Fachwerk vermutlich im Obergeschoss unverändert erhalten. | 09236888 |
|                                         | Häuslerhaus | Dorfstraße 176 (Karte)      | Vor 1720 | Landschaftstypisches Fachwerkwohnhaus in sehr gutem Originalzustand von baugeschichtlicher und ortsbildprägender Bedeutung. Fachwerk-Obergeschoss, V-förmige Streben, wahrscheinlich ursprünglich in Schwelle gezapft und auf Rähm Obergeschoss aufgeblattet, Giebel verkleidet, Giebeldreieck leicht vorspringend, Krüppelwalmdach, Erdgeschoss massiv, evtl. unterfahren, Porphyrtürportal, gestrichen mit waagerechtem Abschluss, Fenstergewände mit Hohlkehle für Winterfenster, Erdgeschoss um 1800, Obergeschoss vor 1720, Fensteranordnung weitestgehend aus einer späteren Bauphase erhalten, ursprünglich müssen Fenster kleiner gewesen sein, Schuppenanbau wie traditionell bei sächsischen Häuslerhäusern. | 09236885 |
| Direkt Bild zu diesem Denkmal hochladen | Westliches Wohnstallhaus und östliches Seitengebäude eines ehemaligen Dreiseithofes                                                                                              | Dorfstraße 201 (Karte)      | Um 1700 (Seitengebäude); um 1800 (Wohnstallhaus)                                                                  | Landschaftstypische Fachwerkgebäude in sehr gutem Originalzustand, sehr altes Seitengebäude, bau- und hausgeschichtlich von Bedeutung. - Wohnstallhaus: Fachwerk-Obergeschoss, zahlreiche Streben, regelmäßiges Fachwerk, Satteldach, vorkragend, Erdgeschoss massiv, Türportale Porphyrtuff mit waagerechter Verdachung, Stalltür mit Teilungerhalten, Fenstergewände mit einer Hohlkehle, giebelseitiger Anbau mit Pultdach, Stallfenster verändert - Seitengebäude: nachträglicher Anbau, Fachwerk-Obergeschoss vorkragend, gezapfte Streben, Erdgeschoss Fachwerk vollständig erhalten mit aufgeblatteten Kopfbändern, Stalltür geteilt, im Obergeschoss vermutlich ursprünglich Auszüglerstube mit Lehmputz, Bergeraum mit Schwartenbelag und Lehmstrich (Schüttboden), einfach stehender Stuhl, Satteldach, alle Holzverbindung durch Verblatten hergestellt, im Dachgeschoss ebenfalls Schüttboden mit Schwartenbelag und Lehmstrich, nachträglicher breiter Schuppenanbau, Vorlaube vorkragend Denkmalwert: heimatgeschichtliche Bedeutung, Singularität und Alter der Seitengebäude. | 09236855 |
| Direkt Bild zu diesem Denkmal hochladen | Östliches Seitengebäude und südwestliche Scheune eines Dreiseithofes | Dorfstraße 212 (Karte)      | Nach 1800 (Seitengebäude); 1905 (Scheune);                                                                        | Landschaftstypische Wirtschaftsgebäude eines Bauernhofes in gutem Originalzustand mit baugeschichtlicher und ortsbildprägender Bedeutung. - Scheune: 1905, Fachwerk, Satteldach, Taubenhaus - Seitengebäude: Fachwerk-Obergeschoss, Eckstreben, altes Uhrenzifferblatt am Gebäude, Uhrwerk zerstört, Krüppelwalmdach, Erdgeschoss massiv, dort Garageneinbau, straßenseitig, teilw. als Auszugswohnung, Stall, Heuboden Wichtig für Ortsbild durch Lage und Sichtbeziehung von Dorfstraße. | 09236437 |
| Direkt Bild zu diesem Denkmal hochladen | Nordwestliches Wohnstallhaus (Nr. 216) sowie nordöstliches (Nr. 218) und südwestliches Seitengebäude (Nr. 216) eines Vierseithofes                                               | Dorfstraße 216, 218 (Karte) | 2. Hälfte 18. Jahrhundert (Wohnstallhaus); um 1880 (Seitengebäude); um 1900 (Seitengebäude)                       | Landschaftstypischer Bauernhof in gutem Originalzustand mit baugeschichtlicher und ortsbildprägender Bedeutung. - Seitengebäude: straßenseitig, zweijochige Kumthalle, nur noch Einzelexemplare erhalten, ehemals Pferdestall, Fachwerk-Obergeschoss mit Tür, Satteldach, Erdgeschoss massiv, wichtig durch Lage an Straßenseite - Wohnstallhaus (Nummer 216): Fachwerk-Obergeschoss teilw. massiv ersetzt, Teil Schwelle profiliert, Erdgeschoss massiv mit Veränderungen, hohes Satteldach, regelmäßiges Fachwerk, Giebel massiv, wichtig zur Ergänzung des Bauensembles Bauernhof - 2. Seitengebäude: Fachwerk-Obergeschoss mit Tür, einfaches Fachwerk, Satteldach, Erdgeschoss massiv mit Holztoren, Stall im Wohnhaus mit böhmischem Kappengewölbe Denkmalwert: wissenschaftliche Bedeutung als geschlossener Hof | 09236435 |
| Direkt Bild zu diesem Denkmal hochladen | Südliches Wohnstallhaus, westliches Seitengebäude, nördliche Scheune und Torbogen eines Vierseithofes                                                                            | Dorfstraße 221 (Karte)      | 1822 (Wohnstallhaus); 1823 (Seitengebäude); 1824 (Scheune und Toreinfahrt)                                        | Landschaftstypischer, geschlossen erhaltener Bauernhof mit architektonisch qualitätvoll gestalteten Gebäuden in sehr gutem Originalzustand mit baugeschichtlicher und ortsbildprägender Bedeutung. - Wohnhaus: 1822 am Türstock bezeichnet, Fachwerk-Obergeschoss regelmäßig mit Eckstreben und Tür, hohes Satteldach, Erdgeschoss massiv, Stichbogenportal, originale Fenstergewände, teilw. verkleidet - Seitengebäude: westlich, 1823, Fachwerk-Obergeschoss regelmäßig, holzreich mit Eckstreben, Tür im Obergeschoss, Satteldach, Dachhecht, Erdgeschoss massiv, drei Stichbogenportale, Schlusssteine der Funktion des jeweiligen Stalles zugeordnet, so Schwein und Datierung und Darstellung von Pferden - Scheune: Fachwerk original, Holzschiebetor, Satteldach hoch, Anfang 19. Jahrhundert, Torbogen mit Tor und Pforte, über Tor Schlussstein bezeichnet mit 1824, dort Darstellung eines Pferdes, gut gestaltete Gebäude des geschlossen erhaltenen Hofes, keine Beeinträchtigungen der Gebäude Wissenschaftliche Bedeutung, künstlerische Bedeutung, landschaftsgestaltende Bedeutung bedingt durch Lage an Verbindungsstraße. | 09236440 |
| Direkt Bild zu diesem Denkmal hochladen | Südwestliches Wohnstallhaus und nördliches Seitengebäude eines Vierseithofes | Dorfstraße 253 (Karte)      | Um 1800 (Wohnstallhaus); Ende 19. Jahrhundert (Seitengebäude)                                                     | Landschaftstypische Bauernhäuser in gutem Originalzustand mit baugeschichtlicher und ortsbildprägender Bedeutung. - Wohnhaus: Fachwerk-Obergeschoss strebenreich, giebelseitig Haus verlängert, ein Giebel massiv, Krüppelwalmdach, Erdgeschoss massiv und leicht verändert, traufseitiger Anbau - Seitengebäude: Ende 19. Jahrhundert, Fachwerk-Obergeschoss, Erdgeschoss massiv, Zwerchgiebel mittig angeordnet, dient als Taubenschlag, Satteldach, ursprünglich als Pferdestall und Heuboden genutzt Beide in sehr gutem Originalzustand, fast unverändert, lediglich im Erdgeschoss leicht verändert, traufseitiger Wohnhausanbau mit Walmdach eingeschossig. | 09236438 |
| Direkt Bild zu diesem Denkmal hochladen | Südliches Seitengebäude eines Vierseithofes | Dorfstraße 265 (Karte)      | 1902 | Landschafts- und zeittypisches Wirtschaftsgebäude eines Bauerngutes in gutem Originalzustand, baugeschichtlich von Bedeutung. Fachwerk-Obergeschoss teilw. verkleidet, Erdgeschoss massiv mit original erhaltenen Türportalen und Fenstergewänden, Satteldach mit Hocheinfahrt und Heuaufzug, Hofpflasterung des ehemaligen Göpels entfernt. | 09236436 |
| Weitere Bilder                          | Kirche und Kirchhof Königshain (Sachgesamtheit) | Kirchweg (Karte)            | 1. Hälfte 20. Jahrhundert (Feierhalle)                                                                            | Sachgesamtheit Kirche und Kirchhof mit den Einzeldenkmalen: Kirche mit Ausstattung, Gedenktafel für die Gefallenen des Ersten Weltkrieges auf dem Kirchhof und Einfriedungsmauer des Kirchhofes (09236864), Feierhalle als Sachgesamtheitsteil sowie gärtnerische Kirchhofserweiterung (Reste einer Allee, Solitärbäume und eine Baumreihe – Gartendenkmal); ursprünglich erhaltener Kirchhof von ortsgeschichtlicher Bedeutung. - Einzeldenkmale der Sachgesamtheit: - Kirche: 1764–1766 erbaut, Vorgängerbau wurde am 17. Juli 1763 durch Blitzschlag zerstört - Einfriedung des Kirchhofs: Einfriedungsmauer aus Bruchsteinmauerwerk, im Süden als Stützmauer, Südtor mit zwei Torpfeilern aus Porphyr, im Westen des Südtores auf die Stützmauer aufgesetzter Zaun mit verputzten Zaunpfeilern und Zaunfeldern aus Holzlatten, östliche, westliche und nördliche verputzte Einfriedungsmauer, West-Tor mit zwei verputzten Pfeilern und zwei schmiedeeisernen Torflügeln, Ost-Pforte mit Bogen und einem Türflügel aus Holzlatten - Gedenktafel für die Gefallenen des Ersten Weltkrieges - Friedhofsgestaltung: - Lage: Kirchhofserweiterung im Norden - Einfriedung: siehe unter Einzeldenkmale - Erschließung: leicht abknickende Nord-Süd-Wegeachse vom Kirchhof im Süden zur Feierhalle im Norden führend und Ost-West-Wegeachse vom West-Tor zur Nord-Süd-Wegeachse führend, parallel zu den Einfriedungsmauern geführte Wege (Rasenwege) - Bodenrelief: von Süd nach Nord leicht ansteigendes Gelände - Gehölze: östliche Baumreihe (eine Linde, sechs geschnittene Spitzahorn, eine Linde), Reste einer Allee im Süd-Abschnitt der Nord-Süd-Wegeachse (fünf geschnittene Spitzahorn), westliche Baumreihe (eine Linde im Norden und vier geschnittene Spitzahorn), Reste einer Baumreihe im West-Abschnitt der Ost-West-Wegeachse (zwei geschnittene Spitzahorn), ein Solitärbaum (Linde), ein Solitärbaum am West-Tor (Trauerweide), im Westen der Feierhalle außerhalb des Friedhofs ein Solitärbaum (Sommerlinde), im Osten und Westen des Platzes vor der Feierhalle Hecke (Liguster), von Ost nach West verlaufende Hecken (Schneebeere) - Sachgesamtheitsteile: Feierhalle in der Mitte der nördlichen Einfriedungsmauer des Kirchhofs | 09236865 |
| Weitere Bilder                          | Kirche mit Ausstattung, Gedenktafel für die Gefallenen des Ersten Weltkrieges auf dem Kirchhof und Einfriedungsmauer des Kirchhofes (Einzeldenkmale der Sachgesamtheit 09236865) | Kirchweg (Karte)            | 1764–1766 erneuert (Kirche); bezeichnet mit 1609 (Kruzifix); 1856 (Orgel)                                         | Einzeldenkmale der Sachgesamtheit Kirche und Kirchhof Königshain; Kirchenbau und Denkmal von ortsgeschichtlichem, baugeschichtlichem bzw. ortsbildprägendem Wert. - Kirche: Lang gestreckter Rechteckbau mit doppelten Emporen und Logen an Nord- und Südseite in guten Schnitzformen, Felderumrahmungen der Flachdecke mit zartem Rocaille-Dekor, im Spiegel christliche Symbole, Tür in Nordostecke bezeichnet mit 1593, Vorhalle Südseite 1764, kleines Holzkruzifix Inschrift 1609 in Sakristei, Pfarrerbildnis 18. Jahrhundert, Satteldach, kräftiger rechteckiger Dachreiter (Turm) mit Glockengeschoss und spitz zulaufender Welscher Haube (sehr schmal), Schmeißer-Orgel mit originalem Prospekt, verputzter Bruchsteinbau - Einfriedung: östliche, westliche und nördliche verputzte Einfriedungsmauer, West-Tor mit zwei verputzten Pfeilern und zwei schmiedeeisernen Torflügeln, Ost-Pforte mit Bogen und einem Türflügel aus Holzlatten - Erschließung: leicht abknickende Nord-Süd-Wegeachse vom Kirchhof im Süden zur Feierhalle im Norden führend und Ost-West-Wegeachse vom West-Tor zur Nord-Süd-Wegeachse führend, parallel zu den Einfriedungsmauern geführte Wege (Rasenwege) | 09236864 |
| Weitere Bilder                          | Pfarrhof mit Pfarrhaus und Seitengebäude | Kirchweg 2 (Karte)          | Bezeichnet mit 1835                                                                                               | Ursprünglich Kirchschule, heimatgeschichtlich bedeutsames Bauensemble in ausgezeichnetem Originalzustand von hoher städtebaulicher Bedeutung. - Pfarrhaus (ursprünglich Kirchschule): am Türstock datiert 1835, gut proportionierter Bau mit Fachwerk-Obergeschoss, regelmäßiges Fachwerk, engstielig, Erdgeschoss massiv, Fenstergewände aus Hilbersdorfer Porphyrtuff, im Pfarrhaus Fensterlaibungen mit Korbbogenabschluss, Zweiflüglige Haustür mit sprossengeteiltem Oberlicht, Krüppelwalmdach - Seitengebäude: zweigeschossig, Fachwerk-Obergeschoss, Erdgeschoss massiv, Krüppelwalmdach, ursprünglich Stall mit preußischem Kappengewölbe | 09236862 |
|                                         | Wohnhaus und Seitengebäude eines Gehöfts | Kirchweg 3 (Karte)          | Um 1800 | Zeitweise Sattlerei, in hervorragendem Originalzustand von großer baugeschichtlicher Bedeutung und wichtig für das Ortsbild und die Heimatgeschichte, beide giebelständigen Gebäude mit massiven Erdgeschossen. - Wohnhaus: Fachwerk-Obergeschoss mit zahlreichen Streben, an einem Gebäude hölzerner Schlussstein (zwischen Rähm und Schwelle angebracht) mit Inschrift und bezeichnet mit 1758, Hauseingangstür aus Erbauungszeit, aufgedoppelt - gegenüberliegendes Gebäude: auch mit strebenreichem Fachwerk, hölzerner Türstock und hölzerne Fenstergewände, vermutlich 2. Hälfte 18. Jahrhundert - zwischen beiden Gebäuden ehemals zweigeschossiger massiver Verbindungsbau mit Satteldach, Porphyrtürportal, Ende 19. Jahrhundert - Werkstattgebäude: Abbruch bzw. kompletter Umbau vor 2013 und Umbau zum Wohntrakt | 09236861 |
| Direkt Bild zu diesem Denkmal hochladen | Häuslerhaus | Kirchweg 13 (Karte)         | Nach 1800 | Zeit- und landschaftstypisches Fachwerkhaus in gutem Originalzustand von heimatgeschichtlicher Bedeutung. Fachwerk-Obergeschoss verschiefert, Erdgeschoss massiv, ein originales Türportal, Denkmalwert: heimatgeschichtliche Bedeutung als typisches Häusleranwesen in gutem Originalzustand, Türportal schlicht, Hilbersdorfer Porphyrtuff. | 09236860 |

## Stein
| Bild                                    | Bezeichnung | Lage                                 | Datierung | Beschreibung | ID       |
| --------------------------------------- | --- | ------------------------------------ | --- | --- | -------- |
| Direkt Bild zu diesem Denkmal hochladen | Straßenbrücke | (Flurstück 847b) (Karte)             | Um 1900 | Bogenbrücke über den Mühlgraben, Porphyrtuffquader, verkehrsgeschichtlich von Bedeutung | 08955634 |
| Weitere Bilder                          | Denkmalanlage für die Gefallenen des Deutsch-Französischen Krieges und der beiden Weltkriege                                                                                 | Bergstraße 17 (bei) (Karte)          | Nach 1871; nach 1918 | Ortsgeschichtlich von Bedeutung. Granit-Felsgruppe (teilweise behauen, mit Relief eines bekrönten Adlers, eingeritzt die Namen der Gefallenen) in einem kleinen Teich, umgeben von kleinem Hain. | 08955387 |
| Direkt Bild zu diesem Denkmal hochladen | Südliches Seitengebäude und westliche Scheune eines Bauernhofes | Bergstraße 73 (Karte)                | Um 1800 (Scheune); Mitte 19. Jahrhundert (Stallscheune) | Baugeschichtlich von Bedeutung und heimatgeschichtlicher Wert. - Stallscheune: Erdgeschoss massiv, Obergeschoss Fachwerk, Drehflügelfenster - Scheune (angebaut an Stallscheune): Fachwerk mit Drempel, mit gekreuzten Streben, Dach Schiefer | 08955391 |
| Weitere Bilder                          | Eisenbahnbrücke | Chemnitztalstraße 2 (bei) (Karte)    | 1901–1902 | Fünfbogige Eisenbahnbrücke aus Sandstein der Bahnstrecke Wechselburg–Küchwald (6633; sä. WbC), längste Brücke der Strecke, verläuft über zwei Gemarkungen, bau-, eisenbahn- und technikgeschichtlich von Bedeutung | 09305967 |
| Direkt Bild zu diesem Denkmal hochladen | Ehemalige Schneidmühle Stein (Sachgesamtheit) | Chemnitztalstraße 3, 4, 5, 6 (Karte) | Bezeichnet mit 1882 (Kontorhaus) | Sachgesamtheit ehem. Schneidmühle Stein mit folgenden Einzeldenkmalen: Fabrikantenvilla (Nr. 3), Wohnstallhaus (Nr. 6), Kutscherhaus (Nr. 5), Auszugshaus (Nr. 4), altes Turbinenhaus und Villengarten (08955379), sowie Kontorhaus, Scheune und Gartenhäuschen (Sachgesamtheitsteile); bau-, sozial-, technik- und gartengeschichtlich von Bedeutung. - altes Kontorgebäude: zweigeschossig, Putzbau, Porphyrtuffgewände, original: Haustür und Fenster, bezeichnet mit 1882 MS (Max Schwalbe) - zu Nummer 5: Gartenhäuschen, Holz, Laube mit originaler Putzfarbfassung - Scheune: Porphyrtuff-Bogen, innen alles neu, Porphyrtuff-Fenstergewände, noch einige Kreuzgratgewölbe - Villengarten mit Teich und Blutbuche | 09300197 |
| Direkt Bild zu diesem Denkmal hochladen | Fabrikantenvilla (Nr. 3), Wohnstallhaus (Nr. 6), Kutscherhaus (Nr. 5), Auszugshaus (Nr. 4), altes Turbinenhaus und Villengarten (Einzeldenkmale der Sachgesamtheit 09300197) | Chemnitztalstraße 3, 4, 5, 6 (Karte) | Vor 1793 (Wohnstallhaus); 1. Hälfte 19. Jahrhundert (Auszugshaus); bezeichnet mit 1850 (Kutscherwohnung); bezeichnet mit 1866 (Turbinenhaus); 1907 (Fabrikantenvilla) | Einzeldenkmale der Sachgesamtheit ehemalige Schneidmühle Stein; bau-, sozial-, technik- und gartengeschichtlich von Bedeutung. - Nummer 4: ehemaliges Auszugshaus, zweigeschossig, sechs Achsen, Krüppelwalm, Natursteinmauerwerk und Porphyrtuffgewände, originale Haustür, Oberlicht, Klinke - Nummer 3: Fabrikantenvilla, Ziegelbau, Putzbau, Porphyrtuffgliederung, original: Fußbodenfliesen mit Muster, eisernes Treppenhaus, Türen, Stuck im Flur im ersten Obergeschoss und in Räumen, Bleiglas-Treppenhausfenster, ein Kachelofen, ein Tresor, Heizkörperverkleidungen - bei Nummer 5: Kutscherhaus, Natursteinbau, zweigeschossig, Porphyrtuffgewände, zwei Tore, Krüppelwalm, bezeichnet mit „1850 C.G.K.“ - Nummer 6: Wohnstallhaus (eines ehemaligen Bauerngutes), innen Kreuzgratgewölbe, Haustür und Klinke, Stall mit Porphyrtuffsäulen, Kreuzgrat, im Erdgeschoss Porphyrtuff-Türrahmungen, Keller teilweise mit Schieferplattenfußboden, Porphyrtuffgewände Rundbogen, Tonnengewölbe, Porphyrtuff-Treppen (Umbau bezeichnet Daniel Richter 1824) - westlich altes Turbinenhaus bezeichnet mit „K 1866“, ehemals Schneidemühle | 08955379 |
| Direkt Bild zu diesem Denkmal hochladen | Villengarten | Chemnitztalstraße 8 (Karte)          | Um 1900 | Typische Gartengestaltung um 1900, struktur- und bildprägender Baum- und Gehölzbestand, Reste von architektonischen Ausstattungselementen, gartengeschichtlich von Bedeutung. - Villengarten: - Erschließung: Zufahrtsweg, Wegesystem mit geschwungen geführten Wegen (zum Teil von Krautschicht überwachsen) - Bodenrelief: landschaftliche Bodenmodellierung, Stützmauer und Böschung am Anschlussgleis, ein erhöhter Sitzplatz, ein in das Gelände eingeschnittener Sitzplatz - Wasser: Teich, drei kleine Springbrunnen am erhöhten Sitzplatz - Ausstattung: auf dem erhöhten Sitzplatz lange Bank mit Natursteinsockel und Betonauflage, in das Gelände eingeschnittener Sitzplatz mit Bank aus Steinblöcken - Gehölze: am Zufahrtsweg Baumgruppe (drei Lärchen) und Solitärbaum (eine Fichte) sowie Allee (Linden), im Nord-Bereich Solitärbäume (Tulpenbaum mit einem Stammdurchmesser von ca. 1,5 m und mit vier Hauptästen, zwei Buchen, eine Magnolie), im Westbereich Strauchgruppen (Rhododendron) und Koniferen (Eiben und Scheinzypresse), im Südbereich am Teich Gehölzgruppe (Eiben und Rhododendron), im Süd-Bereich am erhöhten Sitzplatz Gehölzgruppen (zwei Eiben, Robinien, Wildkirsche, Flieder, Rhododendron, Kriechender Wacholder, Ginster), an der Zufahrt Hecken - Fabrikantenvilla mit reicher Innenausstattung - Fabrikgelände: - Reste des ehemaligen Anschlussgleises - Hof mit Hofpflaster - Wassergraben | 08957193 |
| Weitere Bilder                          | Zwei Glocken aus der ehemaligen Kirche von Kreudnitz bei Rötha | Felsenstraße 3 (Karte)               | 1853 | 1967 nach Stein umgesetzt, kirchengeschichtlich von Bedeutung. In einem schlanken Spitzdach auf gemauertem Untergeschoss hängen in der Dachkonstruktion auf Stahlböcken zwei sehr schöne, noch manuell geläutete Bronzeglocken in gekröpften Stahljochen. Die Glocken wurden von der Gemeinde Stein aus einer abgebaggerten Kirche (Kreudnitz b. Rötha) gekauft. - Glocke 1: Gegossen von G. A. Jauck in Leipzig 1853, Durchmesser 735 mm, Schlagring 53/51 mm, Sechs-Henkel-Krone ohne Mittelbohrung, Inschrift am Hals: DEO FILIO, Inschrift auf der Flanke: SIEHE DAS IST GOTTES LAMM, DAS DER WELT SÜNDE TRÄGT. Hangeisen noch in Ordnung, Klöppel wischt, in auf Mitte verschraubtem Leder abgehängt - Glocke 2: Gegossen von G. A. Jauck in Leipzig 1853, Durchmesser 620 mm, Schlagring 46/42 mm, Sechs-Henkel-Krone ohne Mittelbohrung, Inschrift am Hals: DEO SPIRITUI SANCTO, Inschrift auf der Flanke: DER GEIST HILFT UNSERER SCHWACHHEIT AUF. Hangeisen noch in Ordnung, Klöppel wischt, in auf Mitte verschraubtem Leder abgehängt | 09248129 |
|                                         | Östliches Seitengebäude und nördlicher Torbogen eines Zweiseithofes | Felsenstraße 10 (Karte)              | Schlussstein bezeichnet mit 1825 | Obergeschoss Fachwerk, bau- und sozialgeschichtlich von Bedeutung. - Stallscheune: Erdgeschoss verputztes Bruchsteinmauerwerk, Porphyrstichbogenportal mit Schlussstein, Obergeschoss und Giebel strebenreiches Fachwerk, Krüppelwalmdach, Schiebefenster - Torbogen: flachbogig, Porphyr mit kräftigem Schlussstein, angedeutete Kapitelle, altes Tor | 08955389 |
| Direkt Bild zu diesem Denkmal hochladen | Westliches Seitengebäude eines ehemaligen Vierseithofes | Felsenstraße 27 (Karte)              | Um 1700 | Obergeschoss Fachwerk mit seltener Konstruktionsart, bau-, haus- und sozialgeschichtlich von Bedeutung. Erdgeschoss massiv, verändert, Obergeschoss Fachwerk (drei Seiten silbrig verschiefert) mit Andreaskreuzen, Kopfbändern, ehemalige Oberlaube (zugesetzt) mit profiliertem Stiel, Schiffskehlchen an der Schwelle, Blattsassen an Schwelle verweisen auf ehemals vorhandenes Fachwerk im Erdgeschoss, Notsicherungsmaßnahmen durchgeführt. | 08955390 |
| Direkt Bild zu diesem Denkmal hochladen | Nördliches Seitengebäude eines Vierseithofes und westlich angebauter Torbogen                                                                                                | Goldene Aussicht 26 (Karte)          | 1. Hälfte 19. Jahrhundert | Seitengebäude mit teilweise erhaltenem Fachwerk-Erdgeschoss, weitgehend originale Substanz, baugeschichtlich von Bedeutung und heimatgeschichtlicher Wert. Steinsockel, Erdgeschoss mittlerer Teil Fachwerk, Obergeschoss und Giebel Fachwerk, teils verkleidet, originale Gefachfüllung, Schiebefenster, Hofseite gering verändert, Torbogen mit Porphyrschlussstein. | 08955578 |
| Direkt Bild zu diesem Denkmal hochladen | Westliches Wohnhaus (ehemaliges Wohnstallhaus) eines Vierseithofes | Goldene Aussicht 28 (Karte)          | 2. Hälfte 18. Jahrhundert | Obergeschoss mit bemerkenswerter Fachwerk-Konstruktion, baugeschichtlich von Bedeutung, Seltenheitswert. Erdgeschoss massiv, Obergeschoss Fachwerk (verbrettert) mit profilierter Schwelle, Brettbaluster, nur ein kleiner Teil Sichtfachwerk, dieser lässt aber auf alte Konstruktion schließen. | 08955392 |
| Direkt Bild zu diesem Denkmal hochladen | Wohnhaus | Rabenberg 8 (Karte)                  | 2. Hälfte 18. Jahrhundert | Zeit- und regionaltypischer Fachwerkbau in weitgehendem Originalzustand, bau-, haus- und heimatgeschichtlich von Bedeutung | 09305966 |

## Topfseifersdorf
| Bild                                    | Bezeichnung | Lage                               | Datierung                                                                                            | Beschreibung | ID       |
| --------------------------------------- | --- | ---------------------------------- | --- | --- | -------- |
| Direkt Bild zu diesem Denkmal hochladen | Wohnstallhaus (Nr. 5) und Seitengebäude (Nr. 5a) eines Bauernhofes | Hauptstraße 5, 5a (Karte)          | Bezeichnet mit 1850 (Wohnstallhaus); 1887 (Seitengebäude)                                            | Wohnstallhaus Obergeschoss Fachwerk verschiefert, bau- und sozialgeschichtlich von Bedeutung. - Wohnstallhaus: am Türstock datiert, originale Tür- und Fenstergewände, Erdgeschoss Bruchsteinmauerwerk massiv, Fachwerk-Obergeschoss, strebenreich, Krüppelwalmdach - Seitengebäude mit Stall (heute Wohnhaus): dreibogige Kumthalle, Porphyrsäulen, massiv, Bruchsteinmauerwerk, Eckquaderung Porphyr und Fenstergewände Porphyr, Krüppelwalmdach, mit Durchfahrt, ursprünglich Pferdestall, ursprünglich mit Putzquaderung an Straßenseite Hof wahrscheinlich ehemaliger Gasthof. | 09235023 |
| Direkt Bild zu diesem Denkmal hochladen | Wohnstallhaus | Hauptstraße 10 (Karte)             | Um 1700                                                                                              | Obergeschoss Fachwerk, Erdgeschoss massiv unterfahren, teilweise Fachwerk auch im Erdgeschoss erhalten, bau- und hausgeschichtlich von Bedeutung. Fachwerk-Obergeschoss, Erdgeschoss massiv unterfahren, eine Riegelreihe, K-Streben, in Schwelle gezapft und auf Rähm geblattet, am einen Gebäudeteil geblattete Kopfstreben, querliegende Gefache, ein Giebel massiv, traufseitiger Anbau, anderer Giebel verschiefert, Satteldach. | 09235028 |
|                                         | Pfarrhof mit Pfarrhaus und Seitengebäude | Hauptstraße 14 (Karte)             | 2. Hälfte 18. Jahrhundert (Pfarrhaus); 1790 (Seitengebäude)                                          | Beide Gebäude in Fachwerkbauweise, bau- und ortsgeschichtlich von Bedeutung. - Pfarrhaus: Fachwerk-Obergeschoss verkleidet, originale Türgewände aus Porphyrtuff, Satteldach - Seitengebäude: Erdgeschoss massiv, Fachwerk-Obergeschoss verbrettert, dort mit Gemeindesaal mit Holzeinschubdecke, teilweise mit diagonal liegenden Einschubbrettern und teilweise mit gerade liegenden, Schiffchenkehlen an Unterzügen, Tür- und Fenstergewände Porphyr, Satteldach, Haus wahrscheinlich Anfang 18. Jahrhundert errichtet und 1790 verändert, im Dach stehender Stuhl, Windverband, geblattete Holzverbindungen, Kehl- und Hahnebalken | 09235029 |
| Weitere Bilder                          | Kirche und Kirchhof Topfseifersdorf (Sachgesamtheit) | Hauptstraße 14, 16 (neben) (Karte) | Um 1200                                                                                              | Sachgesamtheit Kirche und Kirchhof Topfseifersdorf mit folgenden Einzeldenkmalen: Dorfkirche mit Ausstattung, Kriegerdenkmal für die Gefallenen des Ersten Weltkrieges, zwei Grabmalen und Einfriedung des Kirchhofes (09235032); von ortshistorischer Bedeutung. Die Kirche von Topfseifersdorf ist ein im Kern hochmittelalterlicher Bau, dessen Disposition und Grundsubstanz als längsrechteckiger Saal mit geradem Schluss vermutlich auf die zweite Hälfte des 12. Jahrhunderts zurückgeht. 1585 erhielt die Kirche den Dachreiter mit hohem Spitzhelm. Die Umgestaltung von 1865 brachte verschiedene Veränderungen mit sich. An der Ostseite wurde eine Sakristei angebaut, wodurch die drei Spitzfenster an dieser Stelle verschwanden. Im flachgedeckten Inneren nahm man die zweite Empore und andere Einbauten heraus und errichtete einen Kanzelaltar. 1978 wurde an dessen Stelle der restaurierte Flügelaltar von 1520 aufgestellt. Das spätgotische Schnitzretabel mit den Hauptfiguren Maria mit Kind, Andreas und Johannes der Täufer stammt aus einer sächsischen Werkstatt, vermutlich in Freiberg oder Zwickau, und wurde von Wolf von Haugwitz aus Thalheim gestiftet. Bemerkenswert ist auch die zur selben Zeit gegossene große Glocke (1522), die demselben Stifter zu verdanken ist. Eine besondere personengeschichtliche Bedeutung ergibt sich durch Verbindung der Topfseifersdorfer Kirche mit dem Dichter Paul Fleming (1609–1640). Flemings Vater Abraham Fleming war von 1615 bis 1628 Pfarrer in Topfseifersdorf und Paul Fleming verbrachte hier einen Teil seiner Kindheit. Die Kirche in Topfseifersdorf ist mit ihrer bis ins Hochmittelalter zurückreichenden Geschichte ein Zeugnis der Ostbesiedlung Sachsens durch deutsche Siedler. Sie dokumentiert, dass mit der Besiedlung auch die Christianisierung der zuvor vorwiegend von Slawen bewohnten Gebiete einherging. Als Zeichen des neu eingeführten Glaubens entstanden zahlreiche Kirchenbauten wie die Kirche in Topfseifersdorf. Als Denkmal des frühen sächsischen Kirchenbaus verkörpert sie einen kirchengeschichtlichen und baugeschichtlichen Aussagewert. Durch ihre wertvollen Ausstattungsstücke (Flügelaltar und Glocke aus dem frühen 16. Jahrhundert) erlangt sie künstlerische Bedeutung. Für die Literaturgeschichte ist von großem Interesse der mit der Kirche verbundene Erinnerungswert hinsichtlich des Dichters Paul Fleming. Zudem wirkt sie ortsbildprägend und erfüllt damit auch das Kriterium der städtebaulichen Bedeutung. | 09235034 |
| Weitere Bilder                          | Kirche mit Ausstattung, Kriegerdenkmal für die Gefallenen des Ersten Weltkrieges, zwei Grabmale und Einfriedung des Kirchhofes (Einzeldenkmale der Sachgesamtheit 09235034) | Hauptstraße 14, 16 (neben) (Karte) | Um 1200 (Kirche); 1514 (Altar); 16. Jahrhundert (Grabmal); bezeichnet mit 1601 (Taufe); 1892 (Orgel) | Einzeldenkmale der Sachgesamtheit Kirche mit Ausstattung und Kirchhof Topfseifersdorf; von ortsgeschichtlicher, kirchengeschichtlicher, baugeschichtlicher, personengeschichtlicher und städtebaulicher (ortsbildprägender) Bedeutung. - Kirche: im Kern romanisch, 1865 stark verändert, flach gedeckter Emporensaal, spitzer Dachreiter, Ausstattung: Schnitzaltar Anfang 16. Jahrhundert, Taufstein 1601, Grabmale 16. Jahrhundert - Grabmal an der Kirchwand: Pfarrer Sonntag, Porphyrtuff mit Metalltafel und Kruzifix - Kriegerdenkmal Erster Weltkrieg: großer Naturstein mit Inschrifttafel, biedermeierliches Grabmal: ca. 1,80 m hoher Baumstumpf aus Rochlitzer Porphyrtuff mit ovaler Tafel und verwitterter Inschrift - Einfriedungsmauer: verputzter Bruchstein mit Schieferabdeckung | 09235032 |
| Weitere Bilder                          | Mord- und Sühnekreuz | Hauptstraße 15 (bei) (Karte)       | 1680                                                                                                 | Ortsgeschichtlich von Bedeutung | 09235025 |
| Direkt Bild zu diesem Denkmal hochladen | Nördliches Wohnstallhaus und östliches Seitengebäude eines ehemaligen Vierseithofes                                                                                         | Hauptstraße 26 (Karte)             | 2. Hälfte 18. Jahrhundert                                                                            | Beide Gebäude in Fachwerkbauweise, bau- und wirtschaftsgeschichtlich von Bedeutung. - Wohnstallhaus: lang gestreckte Baukörper, Erdgeschoss massiv, Obergeschoss Fachwerk, Giebeldreieck verkleidet, hohes Satteldach mit weitem Dachüberstand - Seitengebäude: Erdgeschoss massiv, Obergeschoss Fachwerk mit profilierter Schwelle, Giebeldreieck verkleidet, Satteldach mit weitem Dachüberstand | 09235038 |
|                                         | Wohnhaus eines Gehöfts | Hauptstraße 29 (Karte)             | Um 1800                                                                                              | Obergeschoss Fachwerk, baugeschichtlich von Bedeutung. Steiles Krüppelwalmdach, Erdgeschoss massiv und verändert. | 09235040 |
|                                         | Nördliches Wohnstallhaus, südliches Seitengebäude und östliche Scheune eines ehemaligen Vierseithofes                                                                       | Hauptstraße 33 (Karte)             | Mitte 18. Jahrhundert (Wohnstallhaus und Seitengebäude); um 1900 (Scheune)                           | Alle Gebäude in Fachwerkbauweise, bau- und wirtschaftsgeschichtlich von Bedeutung, regionalhistorischer Wert. - Wohnstallhaus: mit gegenüberliegendem Seitengebäude ältester Teil der Hofanlage, Longitudinalbau, zweigeschossig, giebelseitig verlängert, feldseitige Traufseite mit Waschhausanbau (eingeschossig), Erdgeschoss massiv, Obergeschoss Fachwerk verkleidet bzw. verputzt, Stallteil mit preußischem Kappengewölbe auf gusseisernen Säulen, kleiner tonnengewölbter Keller, im Obergeschoss Kammergang teilweise erhalten, dort Rahmenfüllungstüren erhalten, Stiege zwischen Obergeschoss und Dachgeschoss aus Erbauungszeit, Dachstuhl einfach stehender Stuhl mit doppelter Mittelpfette, Kehl- und Hahnenbalken, hofseitig Windverband, Holzverbindung durch verblatten - Scheune: Zweigeschossig mit niedrigem Obergeschoss, Satteldach Fachwerkbau, Giebel Erdgeschoss Ziegelmauerwerk und Obergeschoss Fachwerk, alle Hausseiten verkleidet, im Inneren zwei Tennen und drei Bansen, teilweise unterkellert, Gebäude unverändert erhalten - 1. südliches Seitengebäude: baugeschichtlich wichtigstes Gebäude des Hofes, Longitudinalbau, zwei geschossig, Krüppelwalmdach, Erdgeschoss massiv Bruchstein- bzw. Ziegelmauerwerk, ursprünglich auch Erdgeschoss Fachwerk, Obergeschoss mit holzreicher Fachwerkkonstruktion teils mit Ziegeln ausgefacht, im Inneren mehrfach umgebaut, ein kreuzgratgewölbter Raum erhalten, im Obergeschoss Kammern, Bergeraum und Festraum mit Ausmalungsresten, teilweise Mittelschiebefenster mit Butzenscheiben (Rundgläser mit Bleiruten eingefasst) - 2. westliches Seitengebäude (Abbruch 2013 festgestellt): im rechten Winkel zum Wohnhaus stehend, zweigeschossig mit traufseitigem zwei geschossigen Anbau, Erdgeschoss massiv, Fachwerk-Obergeschoss verschiefert, Erdgeschoss mit ehemaligem Pferdestall mit preußischem Kappengewölbe, dreijochiger Kumthalle Obergeschoss Bergeräume und Kammern, baulich verändert | 09238927 |
|                                         | Häuslerhaus mit Anbau | Hauptstraße 43 (Karte)             | Um 1700                                                                                              | Obergeschoss Fachwerk, bau-, haus- und sozialgeschichtlich von Bedeutung. Erdgeschoss massiv, Satteldach, geblattete Kopfbänder bzw. gezapften Streben. | 09235037 |
| Direkt Bild zu diesem Denkmal hochladen | Östliches Wohnhaus, nördliches und westliches Seitengebäude sowie südliche Scheune eines Vierseithofes                                                                      | Hauptstraße 53 (Karte)             | Um 1800 (Bauernhaus und Seitengebäude); 2. Hälfte 19. Jahrhundert (Scheune)                          | Bau- und wirtschaftsgeschichtlich von Bedeutung. - Wohnhaus: Fachwerk im Erdgeschoss, Fachwerk-Obergeschoss, teilweise mit Verblattungen, damit Haus vermutlich aus Anfang des 18. Jahrhunderts, Krüppelwalmdach - westliches Seitengebäude mit Tordurchfahrt (Torhaus), Fachwerk mit Schiefer vollständig verkleidet, Giebel massiv, Krüppelwalmdach - Scheune: Fachwerkbau mit Drempel, Satteldach | 09235035 |
| Direkt Bild zu diesem Denkmal hochladen | Häuslerhaus | Hauptstraße 57 (Karte)             | Vor 1800                                                                                             | Zeit- und landschaftstypischer Fachwerkbau in gutem Originalzustand, baugeschichtlich von Bedeutung. Obergeschoss Fachwerk, Erdgeschoss massiv, Satteldach, Fenster in originaler Größe, Drehflügelfenster und Schiebefenster, Giebel verkleidet, guter originaler Bestand. | 09235027 |
| Direkt Bild zu diesem Denkmal hochladen | Wohnhaus | Hauptstraße 73 (Karte)             | Um 1800                                                                                              | Obergeschoss Fachwerk, baugeschichtlich von Bedeutung. Guter Originalzustand, Giebel verschiefert, Satteldach, Erdgeschoss massiv. | 09235024 |

## Wiederau
| Bild                                    | Bezeichnung | Lage                                            | Datierung | Beschreibung | ID       |
| --------------------------------------- | --- | ----------------------------------------------- | --- | --- | -------- |
| Weitere Bilder                          | Brücke über den Königshainer Bach | (Flurstück 1254/4) (Karte)                      | Schlussstein bezeichnet mit 1797 | Porphyr, bau- und verkehrsgeschichtlich von Bedeutung | 08955290 |
| Weitere Bilder                          | Försterei des ehemaligen Schönburgschen Vorwerks (ehemaliges Gräfliches Forsthaus) | Gartenstraße 1 (Karte)                          | 16./17. Jahrhundert | Mächtiger, hoch gelegener Bau, bau- und ortsgeschichtlich von Bedeutung. Zweigeschossiger, lang gestreckter Bau aus Bruchsteinmauerwerk, Strebepfeiler, Porphyrgewände, kleiner, chorartiger Vorbau, Biberschwanzdeckung, innen Bohlen-Balken-Decke mit Schiffskehlchen. Substanz gestört durch Garageneinbauten, Fenster zugesetzt. | 08955277 |
| Direkt Bild zu diesem Denkmal hochladen | Feuerwehr-Handdruckspritze | Gewerbegebiet 11 (Karte)                        | Vermutlich 1877 | Orts- und technikgeschichtlich von Bedeutung, auf zweispännigem Wagen | 08955215 |
| Weitere Bilder                          | Dorfkirche, Kirchschule und Pfarrhof Wiederau (Sachgesamtheit) | Kirchberg 3 (Rochlitzer Straße 14) (Karte)      | 13.–19. Jahrhundert | Sachgesamtheit Dorfkirche, Kirchschule und Pfarrhof Wiederau mit folgenden Einzeldenkmalen: Pfarrhaus, Seitengebäude und Einfriedungsmauern (08955269), Kirche, Kirchhofseinfriedung mit Tor im Norden sowie Einfriedungsmauer des Friedhofs nordöstlich des Kirchhofs an der Königshainer Straße mit sogenanntem Peststein von 1628 und weiterem Porphyrstein von 1877 (08955268) und Kirchschule mit Stützmauer (Geburtshaus von Clara Zetkin) (08955267, Rochlitzer Straße 14), der Pfarrgarten (Gartendenkmal) sowie Pfarrhof und Kirchhof als Sachgesamtheitsteile; bildprägendes Ensemble am Kirchberg, baugeschichtlich, ortsgeschichtlich und ortsbildprägend von Bedeutung | 09305258 |
| Weitere Bilder                          | Kirche, Kirchhofsmauer mit Eingangstor im Norden und Westen sowie Einfriedungsmauer des Friedhofs nordöstlich des Kirchhofs an der Königshainer Straße mit sogenanntem Peststein von 1628 und weiterem Porphyrstein von 1877 (Einzeldenkmale der Sachgesamtheit 09305258) | Kirchberg 3 (bei) (Karte)                       | Ende 12. Jahrhundert (romanische Kirche, Chor); bezeichnet mit 1609 (Kruzifix); bezeichnet mit 1628, sogenannter Peststein (Portal); 1856 (Orgel und Orgelprospekt) | Einzeldenkmale der Sachgesamtheit Dorfkirche, Kirchschule und Pfarrhof Wiederau; romanische Saalkirche, im 14. Jahrhundert zur Chorturmkirche umgebaut, bildet Ensemble mit Pfarrhof und Geburtshaus Clara Zetkins, baugeschichtlich, ortsgeschichtlich und ortsbildprägend von Bedeutung. - Kirche: Romanische Saalkirche Ende 12. Jahrhundert, Chor aus der Zeit erhalten, im 14. Jahrhundert Umbau zur Chorturmkirche, verputzter Bau mit Werksteingliederung auf Bruchsteinsockel, Porphyrgewände, im Saal hohe Rundbogenfenster, Pilaster- und Blendfriesgliederung, romanisches Stufenportal, im Tympanon geflügelter Drache (Porphyr), hervorragendes Werk aus der Hütte der Wechselburger Stiftskirche, eisenbeschlagene Tür im Turm, dort Spitzbogenfenster. Chorturm quadratisch mit gotischem Zwillingsfenster, geschwungene barocke Haube mit Laterne und spitzem Helm. Spätgotisches N-Portal - innen: netzgewölbter Altarraum, Chor und Schiff durch Mauer getrennt, Porphyrtaufe bezeichnet mit 1660, hölzerner Taufengel, 1720, Pastorenbildnis 17. Jahrhundert, in der Einfriedungsmauer des Friedhofs nordöstlich des Kirchhofs an der Königshainer Straße eingelassener sogenannter Peststein von 1628 und weiterer Porphyrstein von 1877 (vermutlich Portalreste des frühen 17. Jahrhunderts) | 08955268 |
|                                         | Pfarrhaus, Seitengebäude und Einfriedungsmauern des Pfarrhofes (Einzeldenkmale der Sachgesamtheit 09305258) | Kirchberg 3 (Karte)                             | Bezeichnet mit 1615 (Pfarrhaus); Mitte 19. Jahrhundert (Seitengebäude)                                                                                              | Einzeldenkmale der Sachgesamtheit Dorfkirche, Kirchschule und Pfarrhof Wiederau; beide Gebäude in Fachwerkbauweise, bildprägende Lage am Kirchberg, bilden ein Ensemble mit Kirche und Geburtshaus Clara Zetkins, baugeschichtlich, ortsgeschichtlich und ortsbildprägend von Bedeutung. - Südliches Pfarrhaus (Wohnstallhaus): mit mächtigem Giebel, Obergeschoss Fachwerk, zum Teil verkleidet, Giebel Schiefer bzw. verbrettert, im Erdgeschoss Stichbogenportal mit Schlussstein, schönes Türblatt, Porphyrgewände - angebautes östliches Seitengebäude: Obergeschoss Fachwerk, Krüppelwalmdach, Porphyrgewände. Stichbogenportal mit originalem Türblatt, im Hof Porphyrstein „KW“ - Einfriedung (Mauer): mit flachbogigem Tor und separatem Eingang | 08955269 |
| Direkt Bild zu diesem Denkmal hochladen | Westliches Seitengebäude und nördliche Scheune eines Vierseithofes | Königshainer Straße 19 (Karte)                  | Ende 18. Jahrhundert | Seitengebäude Obergeschoss Fachwerk, Fachwerkscheune, landschaftstypische Gebäude, baugeschichtlich von Bedeutung. Scheune Fachwerk, mit Toreinfahrt, Seitengebäude (Stallscheune) noch zwei Porphyrgewände, Obergeschoss Fachwerk in zwei verschiedenen Konstruktionsarten, Dachhäuschen, Giebel und Dach Schiefer. | 08955271 |
|                                         | Trikotagenfabrik Koch | Lunzenauer Straße 3 (Karte)                     | Um 1890 | Ehemalige Textilfabrik mit repräsentativer Klinkerfassade und anspruchsvoller Gliederung, bau-, industrie- und ortsgeschichtlich von Bedeutung. 16-achsiges, dreigeschossiges Fabrikgebäude mit Dachausbau, Sockel Polygonmauerwerk, rote Klinkerfassade mit Akzentuierung durch gelben Klinker und Sandsteingewände, die flachen Eckrisalite und die Mitte mit Lisenen, Sandsteingurtgesims, im ersten Obergeschoss gerade Fensterbedachungen, Mansarddach mit Schieferdeckung, hervortretender Haupteingang mit Rundbogen und originaler Tür, schmiedeeiserner Zieranker als Schmuck, saniert, Giebel und rückwärtige Traufseite verputzt, reversible Feuertreppe. | 08955273 |
| Direkt Bild zu diesem Denkmal hochladen | Wohnstallhaus und Seitengebäude eines Dreiseithofes | Lunzenauer Straße 43 (Karte)                    | 1618 Dendro (Wohnstallhaus); 1655 Dendro (Seitengebäude) | Wohnstallhaus mit Kopfstreben-Fachwerk und doppelten Andreaskreuzen, Seitengebäude ebenfalls mit sehr alter Fachwerkkonstruktion, bau- und hausgeschichtlich von Bedeutung, heimatgeschichtlicher Wert. - Wohnstallhaus: im Erdgeschoss profilierte Porphyrgewände, Obergeschoss und Giebel Fachwerk, ursprünglich verschiefert, heute (2013) freigelegt, Dach Schiefer, mit Backofen - Nebengebäude: Erdgeschoss massiv, Obergeschoss Fachwerk, verputzt, Giebel massiv, Dach Schiefer, originale Fenster | 08955278 |
|                                         | Südliches Seitengebäude eines Vierseithofes | Lunzenauer Straße 72 (Karte)                    | Um 1840 | Obergeschoss Fachwerk, baugeschichtlich und straßenbildprägend von Bedeutung. Mitteldrehflügelfenster, Dach Schiefer, Giebel verkleidet. | 08955279 |
|                                         | Gedenkstein | Lunzenauer Straße 72 (schräg gegenüber) (Karte) | 1913 | Kleiner Porphyrstein mit Jahreszahl 1813–1913, zur Erinnerung an die Völkerschlacht bei Leipzig, geschichtlich von Bedeutung | 08955283 |
| Direkt Bild zu diesem Denkmal hochladen | Wohnstallhaus eines Bauernhofes | Lunzenauer Straße 79 (Karte)                    | 1770/1780 | Obergeschoss Fachwerk, gutes Beispiel der Holzbauweise, baugeschichtlich von Bedeutung, bildprägend durch die erhöhte Lage. Obergeschoss und Giebel Fachwerk, drei Seiten verschiefert, Hofseite Sichtfachwerk, Porphyrgewände, Winterfenster, Biberschwanzdeckung. | 08955284 |
| Direkt Bild zu diesem Denkmal hochladen | Westliches Wohnstallhaus eines Dreiseithofes | Lunzenauer Straße 81 (Karte)                    | 2. Hälfte 18. Jahrhundert, Teile älter | Baugeschichtlich von Bedeutung, bildprägend durch die erhöhte Lage. Erdgeschoss massiv, Porphyrgewände, Obergeschoss Fachwerk (verändert), Reste von Kopfbändern noch erkennbar, einriegelig, ein Fenster vergrößert, Giebel verkleidet, hinterer Giebel massiv, Frackdach, Krempziegel. | 08955270 |
| Weitere Bilder                          | Lang-Mühle: Wohnhaus, Mühlengebäude mit Schneidemühle und Mühlentechnik, zwei Seitengebäude und Scheune eines Mühlenanwesens | Lunzenauer Straße 82 (Karte)                    | 1532 Dendro; 1545 erstmals urkundlich erwähnt | Schauobjekt Lang-Mühle (Mahl-, Öl- und Schneidemühle), dendrochronologisch auf das Jahr 1532 datiert, Neubauten von 1927–1929, bau-, orts- und technikgeschichtlich von Bedeutung. Standort 1550 erstmals erwähnt, Wohnhaus massiv mit Porphyrstichbogenportal, darüber Tafel, Mahlhaus/Speicher, mehrere Nebengebäude (Scheune, Stall), Porphyrgewände, Obergeschoss Fachwerk. Ölmühle 1882 abgebrochen, 1927–1929 Neubau. Tafel: „Freude den Kommenden, Friede den Bleibenden, Segen den Scheidenden“. | 08955282 |
| Direkt Bild zu diesem Denkmal hochladen | Nördliches Wohnstallhaus, westliches Seitengebäude mit Oberlaube und südliche Scheune eines Bauernhofes | Lunzenauer Straße 83 (Karte)                    | Um 1750 | Seltenes Beispiel der Holzbauweise, bau- und hausgeschichtlich von Bedeutung, heimatgeschichtlicher Wert. - Wohnstallhaus: Erdgeschoss Porphyrgewände, Obergeschoss Fachwerk mit Andreaskreuzen und Kopfband, Dach Schiefer, Frackdach - Scheune: Fachwerk - Seitengebäude: Obergeschoss Fachwerk mit zweijochiger Oberlaube | 08955285 |
|                                         | Wohnhaus | Lunzenauer Straße 91 (Karte)                    | Um 1790 | Baugeschichtlich und straßenbildprägend von Bedeutung. Wohnhaus mit teilweise noch Fachwerk im Erdgeschoss, Obergeschoss und Giebel Fachwerk, teils verschiefert. | 08955280 |
| Direkt Bild zu diesem Denkmal hochladen | Wohnhaus | Lunzenauer Straße 93 (Karte)                    | Um 1800 | Baugeschichtlich von Bedeutung, heimatgeschichtlicher Wert. Obergeschoss und Giebel Fachwerk, verputzt, Türgewände aus Holz. | 08955281 |
| Direkt Bild zu diesem Denkmal hochladen | Zwei Porphyrtafeln am Seitengebäude der ehemaligen Schäferei | Lunzenauer Straße 95 (Karte)                    | 1602 | Ortshistorische Bedeutung. - Tafel 1: „1602 Den guetigen und wolgebornen Herrn Wolffen von Schönburgk“ - Tafel 2: „1602 Caspar Seidel Schafmeister Michael Fritz Singmeier Meister“ Gebäude selbst kein Denkmal. | 08955286 |
| Direkt Bild zu diesem Denkmal hochladen | Wohnhaus über Hakengrundriss | Mittweidaer Straße 5 (Karte)                    | Mitte 18. Jahrhundert | Baugeschichtlich und straßenbildprägend von Bedeutung. Wohnhaus auf Hakengrundriss, Erdgeschoss noch Porphyrgewände, Obergeschoss und Giebel Fachwerk, ein Giebel verkleidet. | 08955266 |
| Direkt Bild zu diesem Denkmal hochladen | Wohnhaus | Mittweidaer Straße 7 (Karte)                    | Um 1800 | Baugeschichtlich von Bedeutung, entscheidend straßenbildprägend. Erdgeschoss Porphyrgewände, Obergeschoss Fachwerk, rundum verkleidet, traufständig. | 08955265 |
| Direkt Bild zu diesem Denkmal hochladen | Häuslerhaus | Mittweidaer Straße 12 (Karte)                   | Ende 18. Jahrhundert | Obergeschoss Fachwerk, am Wiederbach gelegen, Bestandteil der Auenbebauung, bau- und sozialgeschichtlich von Bedeutung. Im Erdgeschoss Porphyrgewände, Türgewände Holz, originales Türblatt, Giebel verschiefert, Dachüberstand, Dach Schiefer, originale Fenstergrößen. | 08955264 |
| Direkt Bild zu diesem Denkmal hochladen | Nördliches Wohnstallhaus, südliche Scheune und Hofpflasterung eines Bauernhofes | Mittweidaer Straße 34 (Karte)                   | Türsturz bezeichnet mit 1796 | Beide Gebäude in Fachwerkbauweise, baugeschichtlich von Bedeutung, bildprägend durch erhöhte Lage. - Wohnstallhaus: Erdgeschoss Bruchsteinmauerwerk, Porphyrgewände, Winterfenster, originale Tür mit schmiedeeiserner Verzierung, profilierter Sturz mit Zahnschnitt und Rosetten seitlich, Obergeschoss Fachwerk nach Westen angebaut, Dachüberstand, Giebel massiv, hohes Krüppelwalmdach - Scheune: ganz Fachwerk, hofabgewandte Seite 2/3 Fachwerk, ein Giebel massiv, Krüppelwalmdach, Türsturz: G. Bergmann | 08955262 |
| Direkt Bild zu diesem Denkmal hochladen | Östliches Wohnstallhaus und südliches Seitengebäude mit Oberlaube eines Vierseithofes | Mittweidaer Straße 52 (Karte)                   | Um 1700 (Seitengebäude); Kern Ende 18. Jahrhundert (Wohnstallhaus); Türstock bezeichnet mit 1891 (Wohnstallhaus)                                                    | Beide Gebäude in Fachwerkbauweise, Seltenheitswert, bau- und hausgeschichtlich von Bedeutung. - Wohnstallhaus: Obergeschoss Fachwerk mit Kopfbändern, hinterer Teil jüngere Konstruktion, im Erdgeschoss Porphyrgewände an Türen und Fenstern, originale Fenster - Seitengebäude: Obergeschoss Fachwerk, Oberlaube mit Holzbrüstung, Kopfbänder, Erdgeschoss durch Toreinbauten verändert, Dachüberstand | 08955260 |
| Direkt Bild zu diesem Denkmal hochladen | Südliches Wohnstallhaus, westliche Stallscheune mit Oberlaube und östliches Seitengebäude eines Dreiseithofes sowie Hofpflasterung | Rehbockswinkel 4 (Karte)                        | Um 1700 (Stallscheune); 18. Jahrhundert (Wohnstallhaus); 1. Hälfte 19. Jahrhundert (Seitengebäude)                                                                  | Alle Gebäude in Fachwerkbauweise, Stallscheune mit Oberlaube besitzt Seltenheitswert, bau-, haus- und sozialgeschichtlich von Bedeutung. - Wohnstallhaus: breit gelagert, Erdgeschoss massiv, Obergeschoss Fachwerk, zur Hofseite Sichtfachwerk, ansonsten Fachwerk verkleidet, rückseitiger Anbau, sehr hohes Krüppelwalmdach, weiter Dachüberstand, Eingang des Stallteils mit Schlussstein - westliche Stallscheune: Obergeschoss Fachwerk, Oberlaube mit profiliertem Ständer, Brüstungsbalken, Brüstung Fachwerk, offener Dachstuhl, Fachwerk mit Kopfbändern, Dachüberstand, ein Giebel verbrettert, hofabgewandte Seite verschiefert - östliches Seitengebäude: Erdgeschoss massiv, Obergeschoss Fachwerk, Gefache mit Lehmstacken, Krüppelwalmdach, alte Hofpflasterung aus Bruchsteinen | 08955259 |
| Direkt Bild zu diesem Denkmal hochladen | Westliches Seitengebäude (Stallscheune) und südliche Scheune eines Vierseithofes | Rehbockswinkel 5 (Karte)                        | Um 1850 (Stallscheune); bezeichnet mit 1870 (Scheune) | Relikt der Holzbauweise, bau- und sozialgeschichtlich von Bedeutung, heimatgeschichtlicher Wert. - Scheune: größtenteils Fachwerk, Giebel verkleidet, Drempel, Aufschrift auf Balken: „F W R B H Errichtet den 31. Mai 1870 G M B m.“, Dach Schiefer - Stallscheune: Erdgeschoss massiv, Obergeschoss Fachwerk, Mitteldrehflügelfenster, Krüppelwalmdach | 08955291 |
| Direkt Bild zu diesem Denkmal hochladen | Südliches Seitengebäude (mit Kumthalle) eines Vierseithofes | Rehbockswinkel 19 (Karte)                       | Mitte 19. Jahrhundert | Obergeschoss Fachwerk, baugeschichtlich von Bedeutung. Seitengebäude mit Stallbereich und dreijochiger Kumthalle auf Porphyrsäulen, diese auf hohen Sockeln, Ladeluke. | 08955258 |
|                                         | Denkmal für die Gefallenen des Ersten Weltkrieges | Rochlitzer Straße (Karte)                       | Nach 1918 | Ortsgeschichtlich von Bedeutung. Drei polierte Granittafeln mit Namen der Gefallenen, „Unseren gefallenen Helden in Dankbarkeit gewidmet“. | 08955288 |
| Weitere Bilder                          | Kirchschule und Stützmauer (Geburtshaus von Clara Zetkin), Einzeldenkmale der Sachgesamtheit 09305258 | Rochlitzer Straße 14 (Karte)                    | 1831 | Einzeldenkmale der Sachgesamtheit Dorfkirche, Kirchschule und Pfarrhof Wiederau; Putzbau über winkligem Grundriss, steht an straßenbildprägender Stelle im Ortskern, bau-, sozial- und ortsgeschichtlich von Bedeutung, bildet mit Kirche und Pfarrhof ein Ensemble. Massiv, zweigeschossig, Krüppelwalmdach, Dachhäuschen, Porphyrgewände, gerader, profilierter Türsturz. Im Giebel Tafel: „Geburtshaus Clara Josephine Zetkin, geb. Eißner, geb. 5. Juli 1857, gest. 20. Juni 1933. Sie kämpfte für Gleichberechtigung, Frieden und Sozialismus“. | 08955267 |
| Direkt Bild zu diesem Denkmal hochladen | Bauteil eines Portals | Rochlitzer Straße 16 (Karte)                    | Bezeichnet mit 1614 | Rest eines Renaissanceportals in Porphyr an der ehemaligen Kirchmühle mit Inschrift, ortsgeschichtlich von Bedeutung, „H A B V 1614“ | 08955287 |
| Direkt Bild zu diesem Denkmal hochladen | Östliches und westliches Seitengebäude, südliche Scheune, Torbogen und Hofpflasterung eines Vierseithofes sowie zwei Torpfeiler der Garteneinfriedung | Steiner Straße 2 (Karte)                        | Um 1800 (Durchfahrtsscheune); Türstock bezeichnet mit 1831 (Seitengebäude); Mitte 19. Jahrhundert (Scheune)                                                         | Gutes Beispiel für die Holzbauweise, baugeschichtlich und ortsbildprägend von Bedeutung. - Scheune: ganz Fachwerk, Giebel verschiefert, - Seitengebäude: Erdgeschoss Porphyrgewände, Obergeschoss Hofseite Fachwerk, Krüppelwalmdach - Seitengebäude (Durchfahrtsscheune): mit zweijochiger (ehemals fünfjochiger) Oberlaube, Erdgeschoss Porphyrgewände, dazu Toreinfahrt mit separatem Eingang und Schlussstein mit Pferdemotiv - Garteneinfriedung: profilierte Porphyrpfeiler mit Kugelbekrönung | 08955274 |

## Ehemalige Denkmäler

### Ehemalige Denkmäler (Königshain)
| Bild                                    | Bezeichnung                                  | Lage                   | Datierung | Beschreibung | ID       |
| --------------------------------------- | -------------------------------------------- | ---------------------- | --------- | --- | -------- |
| Direkt Bild zu diesem Denkmal hochladen | Häuslerhaus                                  | Dorfstraße 168 (Karte) | Um 1800   | Zeit- und landschaftstypisches Fachwerkwohnhaus von baugeschichtlicher und ortsbildprägender Bedeutung. Traufseitiger Fachwerkanbau, gute architektonische Qualität, Fachwerk-Obergeschoss verkleidet bzw. verbrettert und verschiefert, hohes Krüppelwalmdach, Erdgeschoss massiv, Fenstergewände Porphyrtuff, vollständig erhalten, Hauseingang bezeichnet mit „1871 C. H. R.“, vermutlich Porphyrtuff, alter Rauputz, winklig angebauter Seitenflügel, zweigeschossig, Satteldach, Fachwerk-Obergeschoss, Erdgeschoss massiv, 19. Jahrhundert. Zwischen 2016 und 2018 abgerissen. | 09236886 |
| Direkt Bild zu diesem Denkmal hochladen | Westliches Wohnstallhaus eines Vierseithofes | Dorfstraße 277 (Karte) | Um 1800   | Landschaftstypisches Bauernhaus in gutem Originalzustand mit baugeschichtlicher und ortsbildprägender Bedeutung. Erdgeschoss massiv, Fachwerk-Obergeschoss verkleidet, Satteldach, im Erdgeschoss originale Fenstergewände und Türportal, Waschhausanbau traufseitig, Kubatur und Fassadengliederung original erhalten, wichtig für Ortsbild durch Lage am Ortsanfang, Gebäude giebelseitig verlängert. Zwischen 2018 und 2020 abgerissen. | 09236434 |

### Ehemaliges Denkmal (Stein)
| Bild                                    | Bezeichnung   | Lage                  | Datierung                 | Beschreibung | ID       |
| --------------------------------------- | ------------- | --------------------- | ------------------------- | --- | -------- |
| Direkt Bild zu diesem Denkmal hochladen | Wohnstallhaus | Bergstraße 14 (Karte) | 1. Hälfte 19. Jahrhundert | Obergeschoss Fachwerk, baugeschichtlich von Bedeutung, entscheidend straßenbildprägend. Erdgeschoss massiv, Winterfenster, Obergeschoss und Giebel Fachwerk, dreiriegelig, ein Giebel verputzt, Giebeldreieck Schiefer, leicht baufällig. Zwischen 2010 und 2016 abgerissen. | 08955388 |

### Ehemaliges Denkmäler (Wiederau)
| Bild                                    | Bezeichnung   | Lage                         | Datierung            | Beschreibung | ID       |
| --------------------------------------- | ------------- | ---------------------------- | -------------------- | --- | -------- |
| Direkt Bild zu diesem Denkmal hochladen | Wohnhaus      | Lunzenauer Straße 10 (Karte) | Ende 18. Jahrhundert | Obergeschoss Fachwerk, baugeschichtlich, ortsgeschichtlich und straßenbildprägend von Bedeutung. Schwelle fehlt, Giebel Fachwerk, jüngerer Fachwerk-Anbau, Porphyrgewände an der Tür, Fenster mit Porphyrsohlbänken. Zwischen 2016 und 2018 abgerissen. | 08955272 |
| Direkt Bild zu diesem Denkmal hochladen | Wohnstallhaus | Steiner Straße 7 (Karte)     | Ende 18. Jahrhundert | Baugeschichtlich von Bedeutung. Erdgeschoss profilierte Fenstergewände, Obergeschoss und Giebel Fachwerk, auf drei Seiten verkleidet, Dachüberstand. 2023 oder 2024 aus der Denkmalliste gestrichen.                                                    | 08955275 |

## Tabellenlegende
- Bild: Bild des Kulturdenkmals, ggf. zusätzlich mit einem Link zu weiteren Fotos des Kulturdenkmals im Medienarchiv Wikimedia Commons. Wenn man auf das Kamerasymbol klickt, können Fotos zu Kulturdenkmalen aus dieser Liste hochgeladen werden:
- Bezeichnung: Denkmalgeschützte Objekte und ggf. Bauwerksname des Kulturdenkmals
- Lage: Straßenname und Hausnummer oder Flurstücknummer des Kulturdenkmals. Die Grundsortierung der Liste erfolgt nach dieser Adresse. Der Link (Karte) führt zu verschiedenen Kartendiensten mit der Position des Kulturdenkmals. Fehlt dieser Link, wurden die Koordinaten noch nicht eingetragen. Sind diese bekannt, können sie über ein Tool mit einer Kartenansicht einfach nachgetragen werden. In dieser Kartenansicht sind Kulturdenkmale ohne Koordinaten mit einem roten bzw. orangen Marker dargestellt und können durch Verschieben auf die richtige Position in der Karte mit Koordinaten versehen werden. Kulturdenkmale ohne Bild sind an einem blauen bzw. roten Marker erkennbar.
- Datierung: Baubeginn, Fertigstellung, Datum der Erstnennung oder grobe zeitliche Einordnung entsprechend des Eintrags in der sächsischen Denkmaldatenbank
- Beschreibung: Kurzcharakteristik des Kulturdenkmals entsprechend des Eintrags in der sächsischen Denkmaldatenbank, ggf. ergänzt durch die dort nur selten veröffentlichten Erfassungstexte oder zusätzliche Informationen
- ID: Vom Landesamt für Denkmalpflege Sachsen vergebene, das Kulturdenkmal eindeutig identifizierende Objekt-Nummer. Der Link führt zum PDF-Denkmaldokument des Landesamtes für Denkmalpflege Sachsen. Bei ehemaligen Kulturdenkmalen können die Objektnummern unbekannt sein und deshalb fehlen bzw. die Links von aus der Datenbank entfernten Objektnummern ins Leere führen. Ein ggf. vorhandenes Icon  führt zu den Angaben des Kulturdenkmals bei Wikidata.